# Estatísticas totais de metropolitanos por país
Este quadro é baseado na Anexo:Lista de cidades com metrô. Os países podem ser ordenadas pelo comprimento total de sistemas de Metropolitanos, o número total de estações e do ano de abertura do mais antigo sistema.
| Ranking | País                 | Total de quilômetros (km) | Total de estações | Inaguração |
| ------- | -------------------- | ------------------------- | ----------------- | ---------- |
| 1       | Estados Unidos       | 1224.9                    | 1048              | 1870       |
| 2       | China                | 862.4                     | 523               | 1969       |
| 3       | Japão                | 792.6                     | 706               | 1933       |
| 4       | Reino Unido          | 527.1                     | 383               | 1863       |
| 5       | Coreia do Sul        | 495.5                     | 474               | 1974       |
| 6       | Espanha              | 494.2                     | 458               | 1919       |
| 7       | Rússia               | 453.3                     | 282               | 1935       |
| 8       | Alemanha             | 387.8                     | 401               | 1902       |
| 9       | França               | 354.0                     | 473               | 1900       |
| 10      | Brasil               | 1115                      | 624               | 1974       |
| 11      | México               | 223.3                     | 203               | 1969       |
| 12      | Canadá               | 183.8                     | 170               | 1954       |
| 13      | Itália               | 162.5                     | 190               | 1955       |
| 14      | Chile                | 147.5                     | 125               | 1975       |
| 15      | Portugal             | 127.1                     | 158               | 1959       |
| 16      | Índia                | 111.5                     | 96                | 1984       |
| 17      | Singapura            | 109.4                     | 64                | 1987       |
| 18      | Suécia               | 105.7                     | 100               | 1950       |
| 19      | Taiwan               | 102.7                     | 90                | 1996       |
| 20      | Ucrânia              | 102.4                     | 70                | 1960       |
| 21      | Países Baixos        | 88.0                      | 71                | 1968       |
| 22      | Noruega              | 84.2                      | 104               | 1966       |
| 23      | Grécia               | 72.2                      | 52                | 1869       |
| 24      | Roménia              | 71.0                      | 52                | 1979       |
| 25      | Áustria              | 69.5                      | 84                | 1976       |
| 26      | Venezuela            | 68.8                      | 56                | 1983       |
| 27      | Egito                | 65.5                      | 53                | 1987       |
| 28      | Chéquia              | 59.3                      | 54                | 1974       |
| 29      | Turquia              | 58.0                      | 59                | 1910       |
| 30      | Malásia              | 56.0                      | 49                | 1996       |
| 31      | Argentina            | 52.3                      | 74                | 1913       |
| 32      | Bélgica              | 50.0                      | 68                | 1969       |
| 33      | Irão                 | 217.7                     | 141               | 1999       |
| 34      | Filipinas            | 45.8                      | 42                | 1984       |
| 35      | Tailândia            | 44.0                      | 41                | 1999       |
| 36      | Uzbequistão          | 39.1                      | 29                | 1977       |
| 37      | Coreia do Norte      | 35.0                      | 17                | 1973       |
| 38      | Azerbaijão           | 34.6                      | 23                | 1967       |
| 39      | Colômbia             | 32.0                      | 31                | 1995       |
| 40      | Hungria              | 31.7                      | 40                | 1868       |
| 41      | Bielorrússia         | 30.3                      | 25                | 1984       |
| 42      | Geórgia              | 26.4                      | 22                | 1966       |
| 43      | Finlândia            | 22.1                      | 17                | 1982       |
| 44      | Dinamarca            | 21.0                      | 22                | 2002       |
| 45      | Polónia              | 23.1                      | 21                | 1995       |
| 46      | Porto Rico           | 17.2                      | 16                | 2004       |
| 47      | República Dominicana | 14.5                      | 16                | 2008       |
| 48      | Armênia              | 13.4                      | 10                | 1981       |
| 49      | Peru                 | 11.7                      | 7                 | 2003       |
| 50      | Bulgária             | 10.0                      | 8                 | 1998       |